# 퀸 메리 런던 대학교
퀸 메리 런던 대학교(Queen Mary University of London, QMUL)는 영국 런던에 위치한 공립 대학으로 런던 대학군을 구성하는 칼리지의 하나이다. 영국에서 가장 오래된 의학학교 등에 뿌리를 둔다.
런던 대학을 구성하는 다른 칼리지와 마찬가지로 독립된 대학으로 운영되고 있으며 자체 학위를 수여하고 있다.